# Un milione di miliardi
Un milione di miliardi è una miniserie televisiva in due parti di produzione italo-tedesca del 1988, diretta da Gianfranco Albano e con protagonisti Johnny Dorelli, Emidio La Vella, Umberto Caglini e Constanze Engelbrecht.
In Italia, andò in onda per la prima volta su Raiuno il 25 dicembre e il 26 dicembre 1988.

## Trama
Giorgio è un ex-pilota di rally a cui l'ex-moglie Ruth non ha mai dato la possibilità di conoscere il figlio Tom, cresciuto con la madre dopo il divorzio dei genitori nel Paese di origine di lei, la Germania, sin da quando era ancora in fasce.
Ora che Tom è ormai un adolescente, quel momento per Giorgio è finalmente arrivato, ma per lui, che per il figlio è praticamente un estraneo, arriva anche la parte più difficile, quella di riuscire a farsi accettare da Tom.